# Derry Girls
(Tagline della serie TV)
Derry Girls è una serie televisiva britannica e irlandese creata da Lisa McGee e prodotta da Hat Trick Productions. La sitcom è ambientata a Derry, Irlanda del Nord, durante gli anni novanta dei Troubles.
Trasmessa in prima visione su Channel 4 dal 4 gennaio 2018 al 18 maggio 2022, in Italia è stata distribuita dal servizio video on demand Netflix dal 21 dicembre 2018 al 7 ottobre 2022.

## Trama
Irlanda del Nord, anni Novanta. Erin, sua cugina Orla, le loro amiche Clare e Michelle ed il cugino inglese di quest'ultima, James, vivono il periodo della loro adolescenza a Derry durante i disordini che hanno interessato l'Irlanda del Nord. Il gruppo frequenta una scuola cattolica secondaria per sole ragazze governata dalla sarcastica Sorella Michael, preside dell'istituto.
Fanno spesso da contorno alle vicende del gruppo i membri della famiglia di Erin, così composta: i genitori Gerry e Mary, la sorella neonata Anna, la zia Sarah (madre di Orla) e il nonno materno Joe.

## Personaggi e interpreti

### Principali
- Erin Quinn, interpretata da Saoirse-Monica Jackson
- Orla McCool, interpretata da Louisa Harland
- Clare Devlin, interpretata da Nicola Coughlan
- Michelle Mallon, interpretata da Jamie-Lee O'Donnell
- James Maguire, interpretato da Dylan Llewellyn
- Mary McCool, interpretata da Tara Lynne O'Neill
- Sarah McCool, interpretata da Kathy Kiera Clarke
- Sorella George Michael, interpretata da Siobhan McSweeney
- Gerry Quinn, interpretato da Tommy Tiernan
- Nonno Joe McCool, interpretato da Ian McElhinney
- Jenny Joyce, interpretata da Leah O'Rourke

### Ricorrenti
- Aisling, interpretata da Beccy Henderson
- Signorina Mooney, interpretata da Claire Rafferty
- Deirdre Mallon, interpretata da Amelia Crowley
- Zio Colm McCool, interpretato da Kevin McAleer
- Dennis, interpretato da Paul Mallon
- Padre Peter Conway, interpretato da Peter Campion
- Ciaran Healy, interpretato da Jamie Beamish
- Jim "Across the Road", interpretato da Robert Calvert
- Geraldine Devlin, interpretata da Phillipa Dunne
- "Piccola" Tina O'Connell, interpretata da Maria Laird
- Sean Devlin, interpretato da David Ireland
- Maureen Malarkey, interpretata da Julia Dearden

## Episodi
| Stagione         | Episodi | Prima TV UK | Pubblicazione Italia |
| ---------------- | ------- | ----------- | -------------------- |
| Prima stagione   | 6       | 2018        | 2018                 |
| Seconda stagione | 6       | 2019        | 2019                 |
| Terza stagione   | 7       | 2022        | 2022                 |

## Produzione
La produzione della serie è stata annunciata il 21 giugno 2017. Rivelatasi immediatamente un successo sul suolo britannico, la sitcom è stata rinnovata per una seconda stagione poco dopo la messa in onda dell'episodio pilota, dimostrandosi infine la commedia di maggior successo di Channel 4 dai tempi di Father Ted.
La produzione della seconda stagione è iniziata l'8 ottobre 2018 ed è in seguito stata trasmessa dal 5 marzo 2019 concludendosi il 9 aprile dello stesso anno e venendo immediatamente rinnovata il giorno stesso da Channel 4 per una terza stagione, la cui produzione è tuttavia stata rimandata a causa del lockdown da COVID-19. Il 21 luglio 2021, Nicola Coughlan ha confermato che le riprese della terza stagione sarebbero iniziate a fine 2021 e che la première sarebbe avvenuta nel 2022, mentre il 23 settembre 2021, l'autrice della serie Lisa McGee ha confermato che la terza sarebbe stata l'ultima stagione; il 21 dicembre dello stesso anno, Coughlan e McGee hanno dato entrambe un tributo emotivo alla serie sui social media annunciando che le riprese del finale erano state completate.
Il 24 dicembre 2021, sul profilo Instagram di Channel 4, è stato diffuso un primo teaser trailer ufficiale della terza stagione, confermandone l'uscita nel 2022.

### Casting
Con l'annuncio iniziale della serie, è stato confermato anche l'intero cast. Louisa Harland è stata l'ultima delle protagoniste ad ottenere la parte.

### Costumi
L'uniforme scolastica indossata dalle protagoniste è la stessa del St Cecilia's College di Derry, istituto scolastico realmente frequentato da Saoirse-Monica Jackson.

### Riprese
La serie è stata girata in Irlanda del Nord e la maggior parte delle riprese hanno avuto luogo tra Derry e Belfast. Tutti gli episodi sono diretti da Michael Lennox. Le scene a bordo del treno nel terzo episodio della terza stagione sono state svolte presso la Downpatrick and County Down Railway a Downpatrick, mentre quelle finali presso l'allora chiuso Barry's Amusements a Portrush.

## Colonna sonora
La colonna sonora di Derry Girls, composta da Dolores O'Riordan e Noel Hogan, è costituita da vari brani dei Cranberries, ad esempio I Can't Be with You, Zombie ed in particolare Dreams, ending ufficiale della serie, presente sia nel primo che nell'ultimo episodio di ogni stagione; sebbene sia altrettanto ricorrente I'm Shipping Up to Boston dei Dropkick Murphys e, nella prima stagione, I Can't Dance dei Genesis. Per il terzo episodio della seconda stagione, incentrato su un concerto dei Take That, la maggioranza dei brani sono appartenenti al gruppo.

## Trasmissione
La prima stagione della serie è stata trasmessa in anteprima nel Regno Unito su Channel 4 ogni giovedì sera alle 22:00, mentre la seconda è stata spostata al martedì sera alle 21:15, ad eccezione del sesto episodio andato in onda alle 21:00. In patria l'intera serie è disponibile per lo streaming sul servizio video on demand All 4.
A livello internazionale, e dunque anche in Italia, Derry Girls è stata distribuita da Netflix, che ha pubblicato la prima stagione il 21 dicembre 2018 e la seconda il 2 agosto 2019, e che successivamente le ha distribuite a livello internazionale anche in Regno Unito e Irlanda.

## Edizioni in altre lingue
L'edizione in lingua italiana della sitcom, anziché essere doppiata, è sottotitolata da Eva Marano e Elisa Nolè.

## Accoglienza
Derry Girls è stata acclamata dalla critica. Su Rotten Tomatoes la prima stagione vanta una percentuale di approvazione del 100% sulla base della recensione di 21 critici. Il consenso critico del sito ha dichiarato che: «un cast perfettamente curato e una scrittura cruda guidano l'umorismo nero di Derry Girls mentre la creatrice Lisa McGee fa una frenetica luce sulla vita da teenager nell'Irlanda del Nord degli anni '90». La seconda stagione ha ottenuto un indice di approvazione del 96% sulla base di 24 recensioni ed il consenso critico ha commentato che: «la seconda stagione di Derry Girls non perde affatto il suo fascino irriverente grazie ai suoi balzi prevedibilmente imprevedibili e alle caratterizzazioni astute».
Derry Girls è stata la serie più seguita in Irlanda del Nord dall'inizio della documentazione dei registri moderni, nel 2002, con un pubblico medio di 519.000 spettatori e una quota del 64,2% di share. Una Mullally del The Irish Times ha elogiato la serie dichiarando che: «la scrittura in Derry Girls è sublime, le prestazioni perfette, il casting è geniale». L'11 gennaio 2018, poco dopo la messa in onda del primo episodio, la serie è stata rinnovata per una seconda stagione ed ogni episodio è stato visto da una media di oltre due milioni di persone. Dopo la conclusione della prima stagione, Barbara Ellen di The Guardian ha scritto che Derry Girls ha rievocato programmi come The Inbetweeners, Father Ted e Bad Education. Su IMDb Derry Girls ha una valutazione media di 8,3/10.
Date le lievi sfumature politiche nello show, il responso degli spettatori ha evidenziato la sua natura comica nel mantenere il materiale abbastanza spensierato da goderne. Alcuni scrittori di vari articoli online hanno notato che la loro stessa famiglia nordirlandese ha apprezzato il modo in cui la serie ha fornito un ritratto onesto di come fosse la vita per gli adolescenti durante i disordini e di ciò che le famiglie hanno sopportato durante quel periodo; è stato inoltre sottolineato come il modo in cui gli eventi sono stati descritti e il senso di normalità dato dalle circostanze riecheggino la vita reale sia dei protestanti sia dei cattolici in quella zona.
Molti fatti descritti della serie, come scrivere una lettera alla figlia dei Clinton, Chelsea, sono basati su fatti realmente accaduti alla McGee durante l'adolescenza. L'aggiunta di storie vere agli episodi ha reso lo show più concreto permettendo agli spettatori di connettersi con gli atteggiamenti adolescenziali dei personaggi, fungendo da netto contrasto con gli eventi che li circondavano. La giustapposizione della violenza dei disordini e della vita dei giovani protagonisti ha colpito molti spettatori e critici, rendendola una delle caratteristiche che ha reso la serie tanto celebre.

## Influenza culturale
- L'episodio dei Simpson Da non credere!, andato in onda il 13 marzo 2022, compare una gelateria di nome Derry Girls Ice Cream; lo sceneggiatore Matt Selman ha confermato in un tweet trattarsi di un riferimento alla serie, aggiungendo fosse «il minimo che potessimo fare». Un tributo simile, che ha deliziato e divertito McGee, viene universalmente considerato uno dei più grandi riconoscimenti della cultura pop.[41]
- Al numero 18 di Orchard Street a Derry[42] è stato allestito un murale dei protagonisti del cast principale della serie di lato al Badger's Bar.[43] Tale attrazione turistica è stata realizzata da UV Arts ed è uno dei tanti murales politici sparsi in tutta la città e per i quali Derry è nota nel Regno Unito; il murale celebra la popolarità della serie e la sua relazione col cambiamento culturale dell'area.[43]

## Riconoscimenti
Segue la lista completa dei premi vinti e delle nomination ricevute. 
- 2018 - Radio Times Comedy Champion Award 
  - Programmi dell'anno[44]
- 2018 - IFTA Gala Television Awards
  - Candidata - Miglior performance femminile a Saoirse-Monica Jackson[45]
  - Candidato - Miglior performance maschile a Tommy Tiernan[45]
  - Miglior serie TV comica[46]
  - Miglior sceneggiatura in una commedia o soap a Lisa McGee[46]
- 2018 - British Screenwriters' Awards
  - Miglior scrittura di una commedia televisiva a Lisa McGee[47]
- 2018 - British Comedy Guide
  - Miglior nuova sitcom televisiva[48]
- 2019 - Royal Television Society Awards
  - Miglior serie TV comica[49]
  - Candidata - Miglior sceneggiatura (commedia) a Lisa McGee[49]
- 2019 - BAFTA TV Awards
  - Candidata - Miglior sceneggiatura comica[50]
- 2020 - Royal Television Society Awards
  - Candidata - Miglior sceneggiatura comica[51]
  - Miglior performance femminile (commedia) a Saoirse-Monica Jackson[51]
- 2020 - BAFTA TV Awards
  - Candidata - Miglior sceneggiatura comica[52]
- 2022 - National Television Awards
  - Candidata - Miglior commedia[53]
- 2022 - TV Choice Awards
  - Miglior performance femminile (commedia) a Siobhán McSweeney[54]
- 2023 - British Academy Television Awards
  - Miglior sceneggiatura in una serie commedia
  - Miglior interpretazione femminile in una serie commedia a Siobhán McSweeney

## Altri media

### Libri
- Il 12 novembre 2020, è stato pubblicato il libro Erin's Diary: An Official Derry Girls Book, scritto da Lisa McGee.[55]
- Nell'aprile 2022 è stata rilasciata un'edizione speciale una tantum a rilancio dell'ormai defunta rivista britannica Smash Hits in promozione della terza stagione.[56]

### Episodi speciali
- Nel 2018 Saoirse-Monica Jackson, Jamie-Lee O'Donnell, Louisa Harland, Nicola Coughlan e Dylan Llewellyn hanno preso parte ad un episodio speciale del gioco a premi britannico The Crystal Maze[57] in un'iniziativa di beneficenza volta alla raccolta fondi per Stand Up to Cancer.[58]
- Per le vacanze di Capodanno 2020, Coughlan, O'Donnell, Llewellyn, Jackson e Siobhán McSweeney hanno preso parte a un episodio speciale del talent show The Great British Bake Off. Al termine delle tre sfide che hanno visto i cinque cucinare un trifle, dei bliny e una torta a più livelli, i giudici Paul Hollywood e Prue Leith hanno dichiarato vincitrice Saoirse-Monica Jackson.[59]